# Majvor Östergren
Majvor Irene Elisabet Östergren, född 20 februari 1950, är en svensk arkeolog med vikingatiden på Gotland som specialitet. 
Östergren disputerade 1989 vid Stockholms universitet på en avhandling om kopplingen mellan silverskatter och bebyggelse. Hon är främst känd för sitt långvariga arbete med att undersöka, skydda och analysera Gotlands många fyndplatser för sådana skatter. Östergren var en av de första svenska arkeologerna som tog metallsökare i bruk, och medverkade kraftfullt och långvarigt till landets restriktiva hållning gentemot allmänhetens bruk av sådana apparater.
Hon var framför allt yrkesverksam vid RAGU, som landsantikvarie vid Länsmuseet på Gotland och sedan vid Länsstyrelsen i Gotlands län fram till pensionen. Östergren har också varit kommunalpolitiskt engagerad för Socialdemokraterna, bland annat som ordförande för kultur- och fritidsnämnden.

## Utmärkelser
- Riddare av första klass av Nordstjärneorden (RNO1kl), 30 april 2025.[3]

## Publikationer i urval
- 1989 – Mellan stengrund och stenhus: Gotlands vikingatida silverskatter som boplatsindikation. Stockholm.[1]
- 2008 – Spillings: världens största vikingatida silverskatt. Spillingsskatten: Gotland i vikingatidens världshandel. Visby.
- 2022 – Ett plundrat kulturarv: brottsplats Gotland. Visby.[2]